# Ponte do São Raimundo
A Ponte do São Raimundo é uma ponte situada no município de Governador Valadares, no interior do estado de Minas Gerais, no Brasil e faz parte da BR-116. Com 447 metros de extensão e 7,65 metros de largura, cruza o rio Doce, ligando os bairros Vila Isa e São Paulo. Como parte da rodovia federal BR-116, a ponte se tornou um importante elo de ligação entre as regiões Nordeste e Sudeste do Brasil.
Foi construída na década de 1940, sendo parte do traçado da BR-116, e foi a primeira ponte rodoviária do município. Foi construída como parte do impulso desenvolvimentista brasileiro que começou naquela década. Como parte de uma rodovia federal, foi gerenciada pelo DNIT até 2022, quando o trecho da rodovia foi concedido para a EcoRioMinas, do grupo EcoRodovias. 

## História e contexto

Ponte do São Raimundo sobre o rio Doce em 1958

A ponte foi construída na década de 1940, para dar continuidade à BR-116, em um contexto do início do impulso desenvolvimentista brasileiro que se iniciara naquela década. A ponte se tornou um importante elo de ligação entre as regiões Nordeste e Sudeste do Brasil. Foi a primeira ponte a ser construída na cidade de Governador Valadares. Sua estrutura, em pórtico com vigas em arco era tida como complexa para a localidade na ocasião de sua inauguração.
Em 1968, um plano de iluminação da prefeitura de Governador Valadares iniciou um grande projeto de iluminação pública na cidade, com o intuito de "embelezar" a cidade. O projeto se iniciaria na entrada da ponte. Na década de 1970, foram construídas duas passarelas em balanço para o tráfego de ciclistas e pedestres na ponte. A ponte enfrentou três grandes enchentes, a de 1979, de 1985 e 1997, mas não sofreu danos grandes em sua estrutura.
Em 2022, o trecho da BR-116 entre Governador Valadares e a cidade do Rio de Janeiro foi concedido para a EcoRioMinas, empresa do grupo EcoRodovias. Como parte da concessão, uma das intervenções previstas pelo contrato é a duplicação da ponte, que está prevista para ser concluída em 2026.

## Estrutura
A Ponte do São Raimundo possui uma extensão total de 447 metros e uma largura de 8,25 metros, contando com dois passeios laterais de 1,95 metros cada. Sua estrutura é composta por treze vãos, sendo seis em arco, com 55 metros de comprimento cada, e sete em pórticos retos, com vãos variando em torno de 15 metros.
A concepção estrutural da ponte combina dois sistemas distintos: um primeiro trecho composto por vigas em arco engastadas aos blocos de coroamento, que descarregam suas cargas nas estacas das fundações, e um segundo trecho formado por pórticos com vigas planas engastadas nos pilares. O tabuleiro da ponte é sustentado por vigas de seção retangular, cuja altura é aumentada nos encontros com os pilares para beneficiar a estrutura quanto à força cortante. Transversinas de apoio descarregam as cargas da laje sobre as vigas retas de alma cheia, enquanto transversinas adicionais reforçam a estabilidade das vigas em arco, aumentando sua resistência estrutural.
A ponte foi projetada para suportar um intenso fluxo de veículos, sendo classificada pelo Departamento Nacional de Estradas de Rodagem (DNER) como uma rodovia do tipo I, em função do seu grande impacto econômico e do fluxo diário significativo de veículos. Sua superestrutura, composta por lajes em concreto armado maciço, transfere suas cargas para a mesoestrutura, formada por pilares e vigas em arco, que por sua vez as transmitem para a infraestrutura, constituída pelos blocos de fundação.
Apesar de sua solidez estrutural, a ponte tem enfrentado desafios ao longo dos anos, principalmente devido ao desgaste natural, agravado pela falta de manutenção e pelo aumento expressivo do tráfego. Em média 16 mil veículos trafegam na ponte diariamente, três vezes mais do que o número da década de 1940, quando a ponte foi construída.